# عجمل امیر
عجمل امیر (انگلیسی: Ajmal Ameer) یک پزشک، و هنرپیشه اهل هند است.
از فیلم‌هایی که وی در آن نقش داشته‌است می‌توان به سر و صدا اشاره کرد.